# الوویونی کامبیو
الوویونی کامبیو (به ایتالیایی: Alluvioni Cambiò) یک سکونتگاه مسکونی در ایتالیا است که در استان آلساندریا واقع شده‌است.

## خصوصیات
الوویونی کامبیو ۹٫۳ کیلومترمربع مساحت و ۱٬۰۰۹ نفر جمعیت دارد و ۷۷ متر بالاتر از سطح دریا واقع شده‌است.